# Європейська рада з толерантності та взаємоповаги
Європейська Рада з толерантності та взаємоповаги (ЄРТВ) започаткована 7 жовтня 2008 року на першому засіданні у Парижі, Франція. Голова Ради — колишній прем'єр-міністр Великої Британії Тоні Блер (до 2013 року — колишній президент Польщі Александр Квасневський. Співголова — президент Європейського єврейського конгресу В'ячеслав Моше Кантор.
Основна мета ЄРТВ полягає у моніторингу ситуації у сфері толерантності у Європі, напрацюванні пропозицій та рекомендацій національним урядам та міжнародним організаціям із покращення міжрелігійних та міжетнічних відносин на континенті. Рада є однією з небагатьох міжнародних організацій, орієнтованих на боротьбу з ксенофобією, антисемітизмом та расовою дискримінацією у сучасному світі.
Нині членами ЄРТВ, окрім голови та співголови, є видатні політичні й громадські діячі:
- Хосе Марія Аснар, колишній прем'єр-міністр Іспанії;
- Ерхард Бузек, колишній віцеканцлер Австрії;
- Георгіос Васіліу, колишній президент Кіпру;
- Вайра Віке-Фрейберга, експрезидент Латвії;
- Вацлав Гавел, експрезидент Чехії;
- Рита Зюссмут, колишня голова Бундестагу Німеччини;
- Ігор Іванов, професор МДІМВ (У) МЗС Росії, колишній міністр закордонних справ і секретар Ради безпеки Росії;
- Мілан Кучан, експрезидент Словенії;
- Альфред Мойсю, колишній президент Албанії;
- Йоран Перссон, колишній прем'єр-міністр Швеції;
- Вільма Трайковська, президент «Фонду Бориса Трайковського»;
- Талат Саїт Хальман, колишній міністр культури Туреччини, професор Бількентського університету.

9—16 листопада 2008 року ЄРТВ виступила як один з ініціаторів й організаторів серії заходів у рамках міжнародної ініціативи «Тиждень толерантності в Європі». Цей проєкт було присвячено до 70-ї річниці подій «Кришталевої ночі» й Міжнародного дня толерантності. У ході офіційних заходів Рада представила Європейському парламенту проект «Загальноєвропейської конвенції толерантності» й концепцію «Білої книги толерантності», що покликані зміцнити принципи толерантності в Європі.
Як організатори «Тижня толерантності» виступили Європейська Рада з толерантності та взаємоповаги, Європейський єврейський конгрес, Європейський парламент, Парламентська Асамблея Ради Європи, Російський єврейський конгрес, Всесвітній форум пам'яті Голокосту, Національний меморіал катастрофи й героїзму «Яд Вашем».
2008 року ЄРТВ започаткувала європейську нагороду у галузі толерантності — Медаль толерантності. Ця нагорода покликана відзначити заслуги видатних діячів у сфері просування ідей терпимості та взаємоповаги у Європі, а також боротьби з ксенофобією, расовою та релігійною дискримінацією. Медаль толерантності також вручається родинам, чиї родичі загинули у боротьбі з екстремізмом та нетерпимістю.
11 жовтня 2010 року в Мадриді першу Європейську медаль толерантності було вручено королю Іспанії Хуану Карлосу I за внесок у створення толерантного суспільства у непростий для всієї Європи перехідний період.
ЄРТВ виступила одним з ініціаторів та організаторів міжнародної конференції «На шляху до примирення у Європі: Досвід. Методи. Перспективи», що пройшла у Дубровнику, Хорватія, 24—25 жовтні 2010 року. У заходах взяли участь чинні й колишні лідери європейських країн для того, щоб зібрати європейський досвід у галузі примирення й запропонувати його балканським державам.

## Події «Тижня толерантності у Європі»
- Меморіальний захід, присвячений 70-й річниці трагічних подій «Кришталевої ночі» (Велика європейська синагога, Брюссель, 9 листопада)
- Спеціальне засідання, спрямоване на розвиток ідей толерантності (Європейський парламент, Брюссель, 10 листопада)
- Дипломатична вечеря та презентація Медалі толерантності (Брюссель, 10 листопада)
- З'їзд Конференції європейських рабинів (Прага, 11 листопада)
- Вечір-реквієм, присвячений 70-й річниці подій «Кришталевої ночі» (16 листопада, Калінінград)[3]

## Документи
- Проект «Європейської рамкової конвенції з розвитку толерантності й боротьби з нетерпимістю»[недоступне посилання з лютого 2019]
- Концепція «Білої книги толерантності»